# Xã Roseglen, Quận McLean, Bắc Dakota
Xã Roseglen (tiếng Anh: Roseglen Township) là một xã thuộc quận McLean, tiểu bang Bắc Dakota, Hoa Kỳ. Năm 2010, dân số của xã này là 34 người.